# Света Петка (Стража)
„Света Петка“ или „Света Параскева“ (на сръбски: Храм св. преподобне Петке) е възрожденска православна църква в гнилянското село Стража, Косово. Част е от Рашко-Призренската епархия на Сръбската православна църква.

## Местоположение
Църквата е разположена на бърдо в махалата Петровци.

## История
Църквата вероятно е обновена през втората половина на XIX век, по време на обновяването на църковния живот в епархията.

## Описание
Църквата е еднокорабен храм без притвор, засводена с полукръгъл свод и покрита с двускатен покрив. Иззидана е от ломен камък.
На изток олтарното пространство завършва с полукръгла апсида и проскомидия и диаконикон оформени в източната стена от север и юг. Отвън апсидата е шестоъгълна, иззидана с каменни блокове и се отличава от останалата част на храма. По ъглите има псевдоколони, свързани с арки, които и придават източен вид. Входовете в църквата са два – от запад и север. Храмът има малки прозорчета за осветление. Двойка пиластри, хванати с подпорна дъга към свода, разделят храма на две. Олтарното пространство и наоса са изписани, а западната част не е.

## Живопис
В 1871 – 1872 година дебърските зографи Вено Костов и Зафир Василков работят в църквата в Стража. На царските двери около образа на Богородица от Благовещение пише „1871 изъ руки Вено зѡ“. На дъното на северните иконостасни двери пише, че са дарени в 1872 година. В 1872 година двамата зографи завършват и живописта, за което свидетелства зографският надпис на северния олтарен зид:
| „ | Исписасѧ сей божественый и сщеный храмъ, бжесвеныѧ и сщеныѧ обытели преподобныѧ матере нашыѧ Параскеѵи истощанїемъ високопреѡсѣщенѣишагѡ митрополита Мелетыѧ. Общомъ братїѧ первѣиши п х Стаменко. п Димитрїѧ. Симо Станко (...) пера Ѧнко Стоилко. Стаменко Цветко Їванъ 1872: зѡ Вено и Зафир Ива Стоѧн Симо Юва Геѡрги Стева Фила Михаила Лека Арса | “ |